# Административно-территориальное деление Милославского района

Милославский район на карте Рязанской области

Милославский райо́н в рамках административно-территориального устройства включает 2 посёлка городского типа и 8 сельских округов.
В рамках организации местного самоуправления, муниципальный район делится на 10 муниципальных образований, в том числе 2 городских и 8 сельских поселений:
- Милославское городское поселение (пгт Милославское)
- Центральное городское поселение(р.п Центральный)
- Богородицкое сельское поселение (с. Богородицкое)
- Большеподовеченское сельское поселение (с. Большое Подовечье)
- Горняцкое сельское поселение (п. Горняк)
- Кочуровское сельское поселение (с. Кочуры)
- Липяговское сельское поселение (с. Липяги)
- Милославское сельское поселение (п. Южный)
- Павловское сельское поселение (п. с-за «Большевик»)
- Чернавское сельское поселение (с. Чернава).

Город и псёлок городского типа соответствуют городским поселениям, сельский округ — сельскому поселению.

## Формирование муниципальных образований
В результате муниципальной реформы к 2006 году на территории 17 сельских округов было образовано 8 сельских поселений.
| Административно-территориальная единица | Населённый пункт            | Муниципальное образование              |
| --------------------------------------- | --------------------------- | -------------------------------------- |
| Богородицкий сельский округ             | Богородицкое                | Богородицкое сельское поселение        |
| Богородицкий сельский округ             | Кикино                      | Богородицкое сельское поселение        |
| Богородицкий сельский округ             | Михайловка                  | Богородицкое сельское поселение        |
| Богородицкий сельский округ             | Озерки                      | Богородицкое сельское поселение        |
| Спасский сельский округ                 | Воскресенское-1             | Богородицкое сельское поселение        |
| Спасский сельский округ                 | Измайлово                   | Богородицкое сельское поселение        |
| Спасский сельский округ                 | Корневской                  | Богородицкое сельское поселение        |
| Спасский сельский округ                 | Сергиевский                 | Богородицкое сельское поселение        |
| Спасский сельский округ                 | Сергиевское                 | Богородицкое сельское поселение        |
| Спасский сельский округ                 | Спасское                    | Богородицкое сельское поселение        |
| Спасский сельский округ                 | Спасское                    | Богородицкое сельское поселение        |
| Большеподовеченский сельский округ      | Большое Подовечье           | Большеподовеченское сельское поселение |
| Большеподовеченский сельский округ      | Борщевка                    | Большеподовеченское сельское поселение |
| Большеподовеченский сельский округ      | Гулынки                     | Большеподовеченское сельское поселение |
| Большеподовеченский сельский округ      | Дегтярка                    | Большеподовеченское сельское поселение |
| Большеподовеченский сельский округ      | Знаменка                    | Большеподовеченское сельское поселение |
| Большеподовеченский сельский округ      | Красный                     | Большеподовеченское сельское поселение |
| Большеподовеченский сельский округ      | Ляпуновка                   | Большеподовеченское сельское поселение |
| Большеподовеченский сельский округ      | Малое Подовечье             | Большеподовеченское сельское поселение |
| Большеподовеченский сельский округ      | Малые Подовечинские Выселки | Большеподовеченское сельское поселение |
| Большеподовеченский сельский округ      | Новая                       | Большеподовеченское сельское поселение |
| Большеподовеченский сельский округ      | Рзд Гротовский              | Большеподовеченское сельское поселение |
| Большеподовеченский сельский округ      | Сандыри                     | Большеподовеченское сельское поселение |
| Большеподовеченский сельский округ      | Свистовка                   | Большеподовеченское сельское поселение |
| Большеподовеченский сельский округ      | Селезневка                  | Большеподовеченское сельское поселение |
| Большеподовеченский сельский округ      | Старое Курбатово            | Большеподовеченское сельское поселение |
| Большеподовеченский сельский округ      | Хорошевка                   | Большеподовеченское сельское поселение |
| Большеподовеченский сельский округ      | Чибезы                      | Большеподовеченское сельское поселение |
| Микулинский сельский округ              | 2-й фермы                   | Горняцкое сельское поселение           |
| Микулинский сельский округ              | Бахаровка                   | Горняцкое сельское поселение           |
| Микулинский сельский округ              | Зелёный                     | Горняцкое сельское поселение           |
| Микулинский сельский округ              | Микулино                    | Горняцкое сельское поселение           |
| Микулинский сельский округ              | Мякишево                    | Горняцкое сельское поселение           |
| Микулинский сельский округ              | Питомша                     | Горняцкое сельское поселение           |
| Микулинский сельский округ              | Поднаволок                  | Горняцкое сельское поселение           |
| Микулинский сельский округ              | Поплевино                   | Горняцкое сельское поселение           |
| Микулинский сельский округ              | Роговое                     | Горняцкое сельское поселение           |
| Микулинский сельский округ              | Садовая                     | Горняцкое сельское поселение           |
| Ольшанский сельский округ               | Арцыбашево                  | Горняцкое сельское поселение           |
| Ольшанский сельский округ               | Арцыбашевской Шахты-3       | Горняцкое сельское поселение           |
| Ольшанский сельский округ               | Барановка                   | Горняцкое сельское поселение           |
| Ольшанский сельский округ               | Бухвостово                  | Горняцкое сельское поселение           |
| Ольшанский сельский округ               | Казначеевка                 | Горняцкое сельское поселение           |
| Ольшанский сельский округ               | Кочугуро-Выселки            | Горняцкое сельское поселение           |
| Ольшанский сельский округ               | Молодёжный                  | Горняцкое сельское поселение           |
| Ольшанский сельский округ               | Ольшанка                    | Горняцкое сельское поселение           |
| Ольшанский сельский округ               | Пробуждение                 | Горняцкое сельское поселение           |
| Ольшанский сельский округ               | Растегаевка                 | Горняцкое сельское поселение           |
| Ольшанский сельский округ               | Ржовщино                    | Горняцкое сельское поселение           |
| Ольшанский сельский округ               | Трухачевка                  | Горняцкое сельское поселение           |
| Ольшанский сельский округ               | Шишкино                     | Горняцкое сельское поселение           |
| Горняцкий сельский округ                | Горняк                      | Горняцкое сельское поселение           |
| Воейковский сельский округ              | Архангельское               | Кочуровское сельское поселение         |
| Воейковский сельский округ              | Воейково                    | Кочуровское сельское поселение         |
| Воейковский сельский округ              | Дубровка                    | Кочуровское сельское поселение         |
| Воейковский сельский округ              | Ермоловка                   | Кочуровское сельское поселение         |
| Воейковский сельский округ              | Ивановщина                  | Кочуровское сельское поселение         |
| Воейковский сельский округ              | Мышенка                     | Кочуровское сельское поселение         |
| Воейковский сельский округ              | Сухорожня                   | Кочуровское сельское поселение         |
| Кочуровский сельский округ              | Горлачевка                  | Кочуровское сельское поселение         |
| Кочуровский сельский округ              | Дубасово                    | Кочуровское сельское поселение         |
| Кочуровский сельский округ              | Заболотовское               | Кочуровское сельское поселение         |
| Кочуровский сельский округ              | Кочуры                      | Кочуровское сельское поселение         |
| Кочуровский сельский округ              | Ольхи                       | Кочуровское сельское поселение         |
| Кочуровский сельский округ              | Подкидышево                 | Кочуровское сельское поселение         |
| Кочуровский сельский округ              | Федяевка                    | Кочуровское сельское поселение         |
| Липяговский сельский округ              | Бугровка                    | Липяговское сельское поселение         |
| Липяговский сельский округ              | Елизаветино                 | Липяговское сельское поселение         |
| Липяговский сельский округ              | Карасевка                   | Липяговское сельское поселение         |
| Липяговский сельский округ              | Липяги                      | Липяговское сельское поселение         |
| Липяговский сельский округ              | Сергиевское                 | Липяговское сельское поселение         |
| Прямоглядовский сельский округ          | Гаи                         | Липяговское сельское поселение         |
| Прямоглядовский сельский округ          | Дивилки                     | Липяговское сельское поселение         |
| Прямоглядовский сельский округ          | Екатериновка                | Липяговское сельское поселение         |
| Прямоглядовский сельский округ          | Лодыженка                   | Липяговское сельское поселение         |
| Прямоглядовский сельский округ          | Лошаки                      | Липяговское сельское поселение         |
| Прямоглядовский сельский округ          | Прямоглядово                | Липяговское сельское поселение         |
| Прямоглядовский сельский округ          | Ухтомка                     | Липяговское сельское поселение         |
|                                         | Милославское                | Милославское городское поселение       |
| Масальщинский сельский округ            | Масальщино                  | Милославское сельское поселение        |
| Масальщинский сельский округ            | Пролетарский                | Милославское сельское поселение        |
| Масальщинский сельский округ            | Рано-Верхи                  | Милославское сельское поселение        |
| Масальщинский сельский округ            | Спасские Выселки            | Милославское сельское поселение        |
| Милославский сельский округ             | Дулово                      | Милославское сельское поселение        |
| Милославский сельский округ             | Красный Октябрь             | Милославское сельское поселение        |
| Милославский сельский округ             | Покрово-Гагарино            | Милославское сельское поселение        |
| Милославский сельский округ             | Софиевка                    | Милославское сельское поселение        |
| Милославский сельский округ             | Южный                       | Милославское сельское поселение        |
| Мураевинский сельский округ             | Бабинка                     | Милославское сельское поселение        |
| Мураевинский сельский округ             | Гремячка                    | Милославское сельское поселение        |
| Мураевинский сельский округ             | Давлетьево                  | Милославское сельское поселение        |
| Мураевинский сельский округ             | Зеркалы                     | Милославское сельское поселение        |
| Мураевинский сельский округ             | Лубянка                     | Милославское сельское поселение        |
| Мураевинский сельский округ             | Мураевня                    | Милославское сельское поселение        |
| Мураевинский сельский округ             | Нарышкино                   | Милославское сельское поселение        |
| Мураевинский сельский округ             | Савинка                     | Милославское сельское поселение        |
| Мураевинский сельский округ             | Советский Мир               | Милославское сельское поселение        |
| Мураевинский сельский округ             | Чернышовка                  | Милославское сельское поселение        |
| Боршевский сельский округ               | Боршевое                    | Павловское сельское поселение          |
| Боршевский сельский округ               | Мирный                      | Павловское сельское поселение          |
| Боршевский сельский округ               | Ново-Александрово           | Павловское сельское поселение          |
| Павловский сельский округ               | Андреевка                   | Павловское сельское поселение          |
| Павловский сельский округ               | Жерновки                    | Павловское сельское поселение          |
| Павловский сельский округ               | Копи                        | Павловское сельское поселение          |
| Павловский сельский округ               | Павловское                  | Павловское сельское поселение          |
| Павловский сельский округ               | Помново                     | Павловское сельское поселение          |
| Павловский сельский округ               | Свх «Большевик»             | Павловское сельское поселение          |
| Павловский сельский округ               | Топилы                      | Павловское сельское поселение          |
| Павловский сельский округ               | Топилы                      | Павловское сельское поселение          |
|                                         | Центральный                 | Центральное городское поселение        |
| Даниловский сельский округ              | Буково                      | Чернавское сельское поселение          |
| Даниловский сельский округ              | Горохово                    | Чернавское сельское поселение          |
| Даниловский сельский округ              | Данилово                    | Чернавское сельское поселение          |
| Даниловский сельский округ              | Змеевка                     | Чернавское сельское поселение          |
| Даниловский сельский округ              | Николаевка                  | Чернавское сельское поселение          |
| Даниловский сельский округ              | Потапово                    | Чернавское сельское поселение          |
| Даниловский сельский округ              | Толстые                     | Чернавское сельское поселение          |
| Чернавский сельский округ               | Николаевка                  | Чернавское сельское поселение          |
| Чернавский сельский округ               | Чернава                     | Чернавское сельское поселение          |
| Чернавский сельский округ               | Чернавские Выселки          | Чернавское сельское поселение          |